# 나마즈촌
나마즈촌(生津村)은 일본 기후현 모토스군에 설치되었던 촌이다.
일부 지역이 호즈미정으로 분할 합병된 후, 잔여부가 기타가타정과 합병했다.

## 참고 문헌
- 角川日本地名大辞典編纂委員会,『角川日本地名大辞典 21 岐阜県』1980, 角川書店